# Il rave perduto
Il rave perduto. Primi anni Novanta. Ascesa e caduta della capitale mondiale della techno: una storia di Roma mai raccontata prima è un romanzo dello scrittore italiano Andrea Paolucci, pubblicato nel 2023 da Dario Flaccovio Editore. 
Il romanzo è suddiviso in sei capitoli principali e si presenta come un'opera ibrida tra racconto e documento. La narrazione è in prima persona e include anche QR code che rimandano a registrazioni originali dell'epoca. Ambientato nella Roma tra il 1989 e il 1992, durante il primo affermarsi in Italia della musica techno e della cultura rave, il libro racconta la nascita, il picco e la caduta del primo movimento romano attraverso la storia di due adolescenti: Tito e Gigi. 

## Trama
Tito e Gigi sono due quindicenni romani che passano dalle giornate al mare con le tavole da surf all'intensità della scena rave grazie a una trasmissione chiamata Centro Suono Rave, che va in onda su Radio Centro Suono, un'emittente romana a diffusione regionale. Partecipano ai primi rave italiani conoscendo l'energia collettiva del "Rose Rave" e attraverso amicizie, esperienze psicotrope e incontri con personaggi eccentrici, Tito e Gigi vivono il rito collettivo dei rave e della techno, fino a una rissa infernale sotto la pioggia che segna la fine di quell'epopea che ha reso Roma capitale della techno.

## Accoglienza
Il romanzo è stato accolto positivamente dalla critica. Il Corriere della Sera ha descritto il libro come  un «romanzo generazionale» e «una storia di amore e amicizia quando Roma era capitale della techno» ViviRoma ha elogiato il libro per il suo mix tra narrazione e documento, mettendo in luce «una Roma underground, viva e dimenticata». Radio Roma ha definito l’opera «una finestra su un mondo underground che ha segnato un’epoca». Il sito Notizie Scientifiche lo ha inserito tra i «5 migliori libri sui rave», mentre Sentireascoltare ha lodato il libro per il suo tono documentaristico, tanto da descriverlo un "romanzo storico musicale".

## Edizioni
- Il rave perduto. Primi anni Novanta. Ascesa e caduta della capitale mondiale della techno: una storia di Roma mai raccontata prima, Palermo, Dario Flaccovio Editore, 2023, ISBN 978-88-579-1538-8.